# Livada (okręg Arad)
Livada – wieś w Rumunii, w okręgu Arad, w gminie Livada. W 2011 roku liczyła 1422 mieszkańców. 